# Alcis exustaria
Alcis exustaria är en fjärilsart som beskrevs av Otto Staudinger 1892. Alcis exustaria ingår i släktet Alcis och familjen mätare. Inga underarter finns listade i Catalogue of Life.